# Komboï

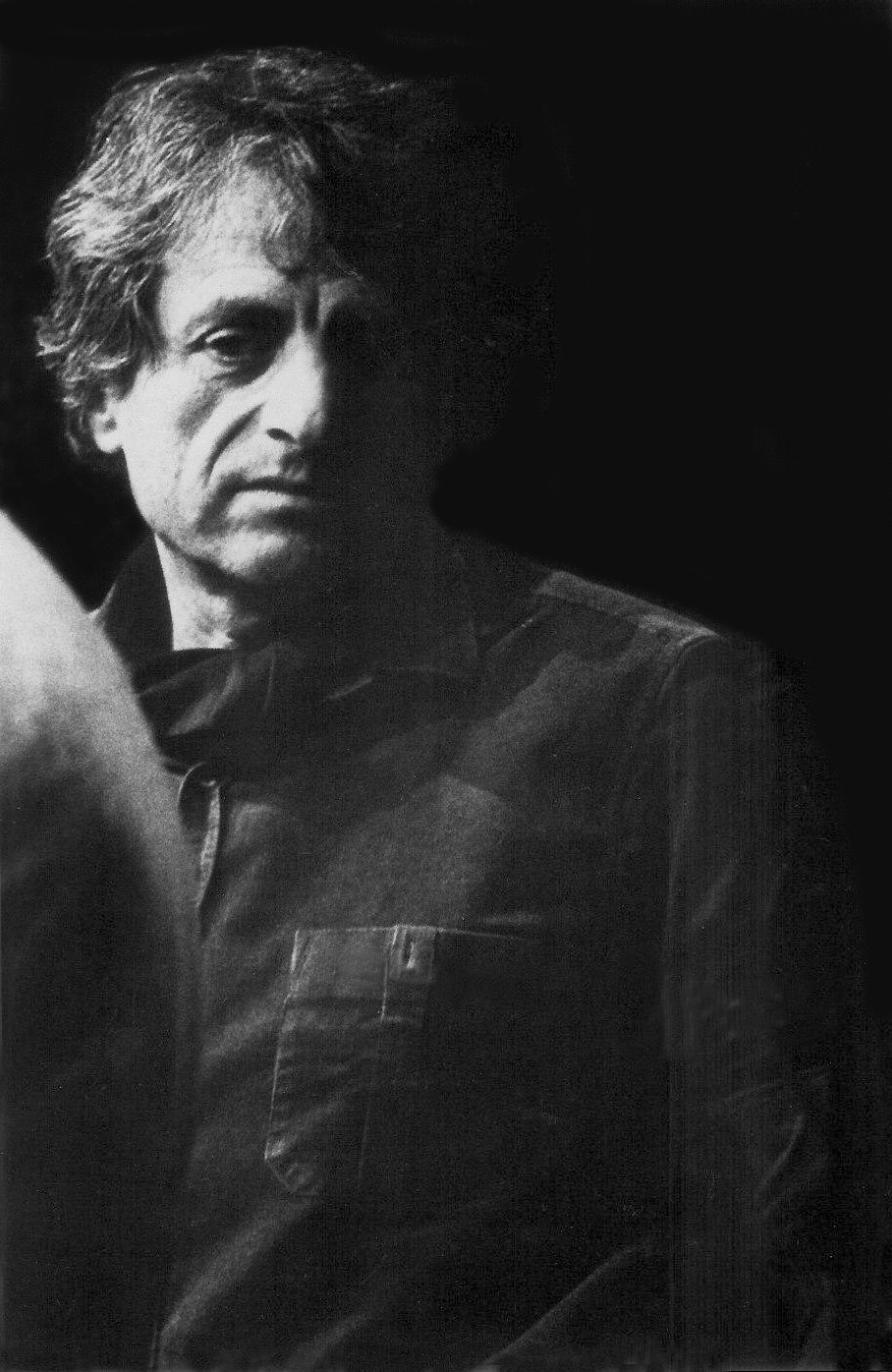
Photographie de Iannis Xenakis

Komboï  est une œuvre pour clavecin et percussions de Iannis Xenakis, composée et créée en 1981.

## Histoire
Commande des Rencontres internationales de musique contemporaine de Metz, l'œuvre est dédiée à Élisabeth Chojnacka et Sylvio Gualda qui en donnèrent la première audition à Metz le 22 novembre 1981 .

## Discographie
- Ensemble Xenakis, Huub Kerstens, Sylvio Gualda, Élisabeth Chojnacka, Erato / Radio France, collection Musifrance, 1990